# 马普托大学
马普托大学（葡萄牙語：Universidade Maputo），又称马普托师范大学、莫桑比克教育大学是非洲国家莫桑比克的一所公立師範院校，本部位於該國首都马普托，在该国贝拉、克利馬內及楠普拉等城市也有分校区；该校也是莫桑比克规模最大的高等院校。

## 历史沿革
1985年，莫桑比克政府在马普托成立高等师范学院，主要为该国培养合格的教师；学校也成为了莫桑比克第二所大学，仅次于1962年成立的愛德華多·蒙德拉納大學。1995年，学校升格为具有学士学位授予权的大学。

## 现况
马普托大学为莫桑比克主要的师范类大学，有資格提供普通高等教育、成人教育、留學生教育，并已经具有学士、硕士及博士学位授予权，该校各专业分布在语言科学、传播和艺术学学院、自然科学和数学学院、地球与环境学院、社会科学与哲学学院、教育与心理学学院、工程与技术学院、经济与管理学院及体育学院8个二级学院内。卡蒙斯文學獎得主保利娜·齊澤安曾获得马普托大学的文学荣誉博士称号。

## 外部鏈接
- 官方网站（葡萄牙文）